# ジュゼッペ・ボンノ

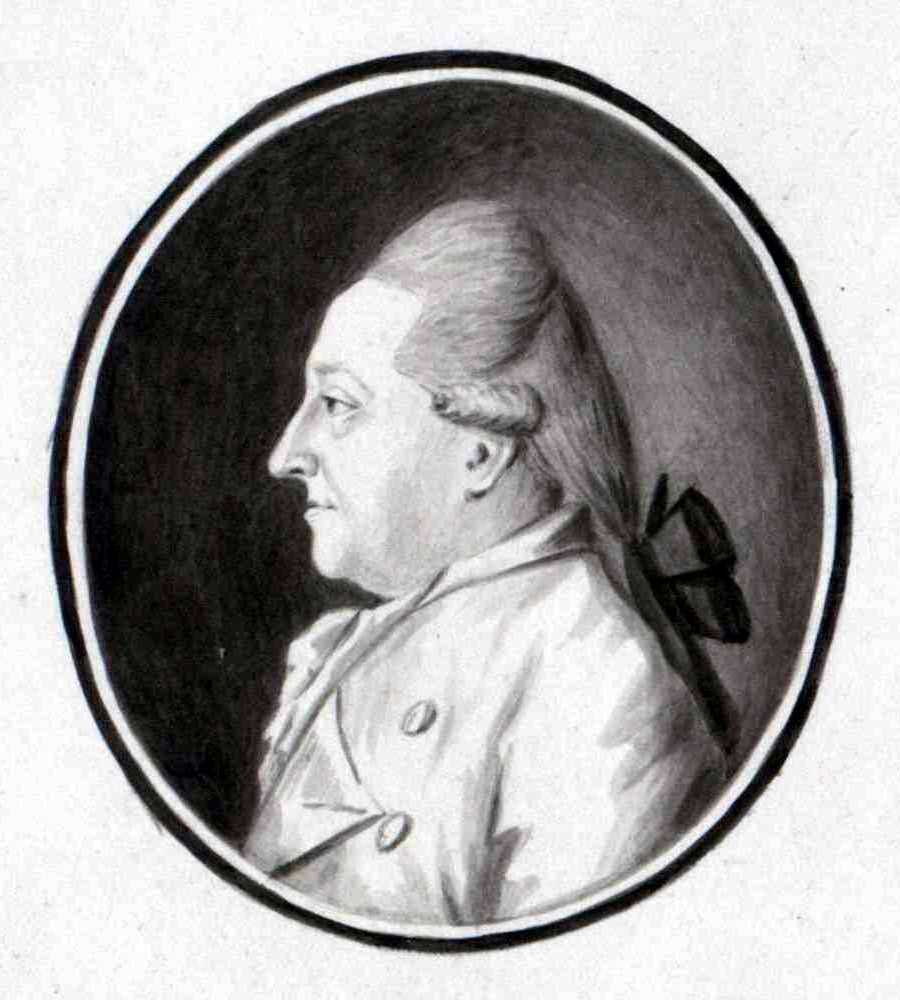
ボンノの肖像

ジュゼッペ・ボンノ（Giuseppe Bonno、1710年1月29日 - 1788年4月15日）は、ウィーン生まれの作曲家、指揮者。オーストリアの神聖ローマ皇帝ヨーゼフ2世の宮廷楽長をつとめた。名前には「Josef Bono」、「Josephus Johannes Baptizta Bon」などいくつもの異なる表記がある。

## 生涯
ボンノの父親はウィーンの宮廷に仕えるイタリア人であり、皇帝ヨーゼフ1世が名付け親であった（ジュゼッペはヨーゼフに対応するイタリア語）。ボンノははじめヨハン・ゲオルク・ラインハルト (Johann Georg Reinhardt) に音楽を学んだ。彼の音楽の才能を認めたカール6世は自ら費用を負担して1726年にナポリの音楽学校に留学させた。ナポリでボンノはレオナルド・レーオらに学んだ。ナポリ時代の作品としてはジョヴァンニ・クラウディオ・パスクイーニ (Giovanni Claudio Pasquini) の台本によるパストラーレ「Nigella e Nise」（1732年）が知られる。
1736年にウィーンに戻った。ボンノは宮廷作曲家の職を望んだが、当時の宮廷楽長フックスは彼の対位法の知識が正しくないとして反対した。1739年になってようやく宮廷作曲家としての地位を得た。
ボンノは主に声楽曲を作曲した。教会音楽のほかに宮廷のさまざまな祝祭のための世俗音楽を作曲している。はじめパスクィーニ、1740年代からはメタスタージオの台本によるカンタータを作曲した。1750年以降オペラ作家として絶頂期にはいり、メタスタージオのリブレットによるオペラ『羊飼いの王様』（1751年）、『中国の英雄』（1752年）、『無人島』（1753年）を次々に作曲した。しかしその後はオペラよりも教会音楽を主に書くようになった。ボンノの音楽はナポリの伝統の強い影響下にあった。
ボンノの重要なパトロンにザクセン＝ヒルトブルクハウゼン公爵ヨーゼフ (Prince Joseph of Saxe-Hildburghausen) があり、ボンノは公爵のロフラーノ宮殿（今のアウエルスペルク宮殿）で毎週開かれるコンサートの指揮者をつとめた。『羊飼いの王様』と『中国の英雄』は公爵の依頼によって作曲された。また『無人島』は当時マドリードの宮廷で働いていたファリネッリの依頼によって書かれた。
1759年にはメタスタージオの台本によるオラトリオ『贖い主の手本イサク』がロフラーノ宮殿で衣装つきで公演されて大成功した。
ボンノは教育者として多くの歌手を育てた。またロフラーノ宮殿のヴァイオリニストだったカール・ディッタース・フォン・ディッタースドルフを教えている
1774年にフロリアン・レオポルト・ガスマンが没すると、その後任として宮廷楽長に就任した。
1774年にはウィーンの音楽家協会 (Tonkünstler-Societät) のためにメタスタージオの台本によるオラトリオ『再会したヨセフ』を作曲し、翌1775年から1780年までガスマンの後任として協会の会長をつとめた。1780年にはマリア・テレジアの葬儀のためにレクイエムを作曲している。
健康を損ねたために1782年ごろに指揮者を辞任している。1788年3月に宮廷楽長を辞し、翌月没した。宮廷楽長の職はアントニオ・サリエリが引きついだ。